# ميشيل سيسون
ميشيل جي سيسون (من مواليد 27 مايو 1959، في أرلينغتون بولاية فيرجينيا) دبلوماسية أمريكية وكانت نائبة ممثل الولايات المتحدة لدى الأمم المتحدة. درست العلوم السياسية وحصلت على ليسانس من كلية وليسلي، كما درست في كلية لندن للاقتصاد (LSE). متزوجة ولها ابنتان.

## مهامها في الخارجية الأمريكية
- نائبة لرئيس البعثة والقائم بالأعمال في السفارة الأمريكية في إسلام أباد، باكستان (1999-2002)
- القنصل العام في القنصلية الأمريكية العامة في شيناي، الهند (1996-1999).
- عملت في البعثة الأميركية في أبيدجان، كوت ديفوار (1993-1996).
- عملت في البعثة الأميركية في دوالا، الكاميرون (1991-1993).
- عملت في البعثة الأميركية في كوتونو، بنين (1988-1991).
- عملت في البعثة الأميركية في لومي، توغو (1984-1988).
- عملت في البعثة الأميركية في وبورت أو برنس، هايتي (1982-1984)،
- سفيرة أمريكا في دولة الإمارات العربية المتحدة في 6 مايو 2004،
- النائب الأول المساعد في مكتب شؤون جنوب آسيا، مكلف بتوفير الرقابة على سياسات واسعة من علاقات الولايات المتحدة مع باكستان وأفغانستان وبنغلاديش والهند ونيبال وسريلانكا.
- القائمة بالأعمال في السفارة الأمريكية في لبنان.
- سفيرة الولايات المتحدة الأمريكية في لبنان، في يونيو 2008 وحتى أغسطس 2010.
- عينها مجلس الشيوخ في يوم 29 يونيو 2012 كسفيرة الولايات المتحدة إلى سري لانكا وجزر المالديف.